# زیردریایی یو-۷۴۱
زیردریایی یو-۷۴۱ (به انگلیسی: German submarine U-741) یک زیردریایی بود که طول آن ۶۷٫۱ متر (۲۲۰ فوت ۲ اینچ) بود. این زیردریایی در سال ۱۹۴۳ ساخته شد.